# Wojna austriacko-piemoncka
Wojna austriacko-piemoncka (I włoska wojna o niepodległość) – wojna stoczona w latach 1848–1849 pomiędzy Królestwem Sardynii i Austrią. Decydującymi w wojnie były bitwy pod Custozą i Novarą, w których to Austriacy pod wodzą Jozefa Radetzkiego pokonały wojska Piemontu.

## Rewolucja 1848 roku
W 1848 r. rewolucyjne zamieszki wybuchły w wielu miejscach we Włoszech, podobnie zresztą jak i w wielu innych częściach Europy. Karol Albert Sabaudzki w Piemoncie i Leopold II w Wielkim Księstwie Toskanii zostali zmuszeni do ustępstw na rzecz demokratów. Podczas zamieszek w Wiedniu, zarówno Mediolan (Pięć dni Mediolanu) jak i Wenecja (przez krótki okres Republika Świętego Marka, odzyskana przez Austriaków w 1849 roku), główne miasta w Królestwie Lombardzko-Weneckim pod panowaniem austriackim, zbuntowały się. Rewolucję poparła także Sycylia, z wyjątkiem Mesyny, oraz księstwo Parmy, co zmusiło Karola II Burbona do opuszczenia własnego księstwa.
Królestwo Sardynii postanowiło wykorzystać pozornie korzystny moment i wypowiedziało wojnę Austrii, w sojuszu z Państwem Kościelnym i Królestwem Obojga Sycylii, atakując włoskie posiadłości w jej granicach.

## Wojna
Armia Piemontu składała się z dwóch korpusów oraz jednej dywizji rezerwowej, w sumie 12.000 żołnierzy. Trzonem armii była silna kawaleria z artylerią. 21 marca Wielki Książę Toskanii również zadeklarował wejście do sojuszu w wojnie przeciwko Austrii, stawiając się z kontyngentem 6700 ludzi. Papieska Armia posiadała siły podobnej wielkości, wspierane przez liczne rzesze ochotników. W dniu 25 marca awangarda II Korpusu Piemontu zdobyła Mediolan a dwa dni później uwolniła Pawię.
Po początkowych sukcesach kampanii, wraz ze zwycięstwami w Goito i Peschiera del Garda, papież Pius IX, obawiając się możliwej ekspansji Piemontu na Półwyspie Apenińskim w razie zwycięstwa, nakazał odwrót swoim wojskom. Królestwo Obojga Sycylii opanowane zamieszkami również wycofało się z wojny z wyjątkiem generała Guglielmo Pepe, który nie chciał wrócić do Neapolu i udał się do Wenecji, aby chronić ją przed austriackim kontrnatarciem. Sycylia niedługo później ogłosiła swoją niepodległość. Na jej czele stanął Ruggeru Sèttimu, który 13 kwietnia 1848 ogłosił detronizację Ferdynanda. Król Ferdynand II początkowo wycofał się głównie z powodu obietnicy złożonej przez buntowników z Sycylii wobec Karola Alberta dotyczącej przejęcia korony, jednakże później z pomocą wiernych sobie wojsk odzyskał tron.
Armia Piemontu pozbawiona sojuszników została pokonana przez Austriaków w bitwie pod Custozą w dniu 24 lipca 1848 roku. Rozejm zawarty między Austrią i Sardynią w Vigevano 9 sierpnia tegoż roku, przetrwał mniej niż siedem miesięcy, gdyż Karol Albert wypowiedział go w dniu 12 marca 1849 roku. Armia austriacka szybko przejęła inicjatywę w Lombardii i pobiła wojska Piemontu pod Novarą 23 marca 1849 roku. Wojska piemonckie wyparte zostały do leżącego u podnóża Alp Borgomanero, natomiast Austriacy opanowali Novarę, Vercelli i Trino wraz z drogą prowadzącą do stolicy Piemontu – Turynu.
Niebawem austriacki generał, baron Julius Jacob von Haynau opanował miasto Brescia, w wyniku czego Karol Albert abdykował na rzecz swego syna Wiktora Emanuela (w przyszłości króla zjednoczonych Włoch. Karol Albert po abdykacji udał się na dobrowolne wygnanie do Portugalii, do miasta Oporto, gdzie po czterech miesiącach zmarł.
Nowy władca Piemontu Wiktor Emanuel zawarł z Radetzkim rozejm, podpisany 26 marca w Novarze. Piemont dostał się pod czasową okupację austriacką.
Ostatecznie traktat pokojowy został podpisany w dniu 9 sierpnia 1849 roku. Nakazywał Królestwu Piemontu-Sardynii zapłacenie odszkodowania dla Austrii w wysokości 65 mln franków.
Wojna oznaczała porażkę Sardynii, która nie była w stanie pokonać Austrii w pojedynkę. Spowodowało to, że już w kilka lat później Sardynia zaczęła szukać sojuszników przeciwko Austrii. Dzięki późniejszym sojuszom z Francją (układ w Plombieres w 1858) i Prusami (1866), Sardynia była w stanie wypędzić Austriaków z północnych Włoch oraz doprowadzić do zjednoczenia ziem włoskich.

## Udział Polaków
W grudniu 1848 roku przybył do Palermo wraz z grupą Polaków gen. Ludwik Mierosławski i objął stanowisko szefa sztabu armii rewolucyjnego rządu sycylijskiego.
Głównodowodzącym armii Piemontu przez pewien czas był Wojciech Chrzanowski. Dowodził w bitwach pod Mortarą 21 marca 1849 oraz Novarą 23 marca 1849, gdzie poniósł porażki z armią austriacką Jozefa Radetzkiego. Po odniesionych porażkach zrezygnował z dowództwa i wrócił na stałe do Paryża.